# Río Vernisa
El río Vernisa o Bernisa (en valenciano Vernissa), antiguamente llamado de Nasiu o de Balansat, es un río del este de la península ibérica, el afluente más importante del río Serpis, al que se une en el Real de Gandia. Recorre 31 km entre las comarcas del Valle de Albaida y la Safor y recoge las aguas de una cuenca de 140 km² situada entre el vertiente sur del macizo del Mondúver y la vertiente norte de la sierra de la Cuta. Este territorio incluye a su vez las pequeñas cuencas de los barrancos de Marchuquera, Navesa (Ador) y Vinuesa o de Alfahuir.

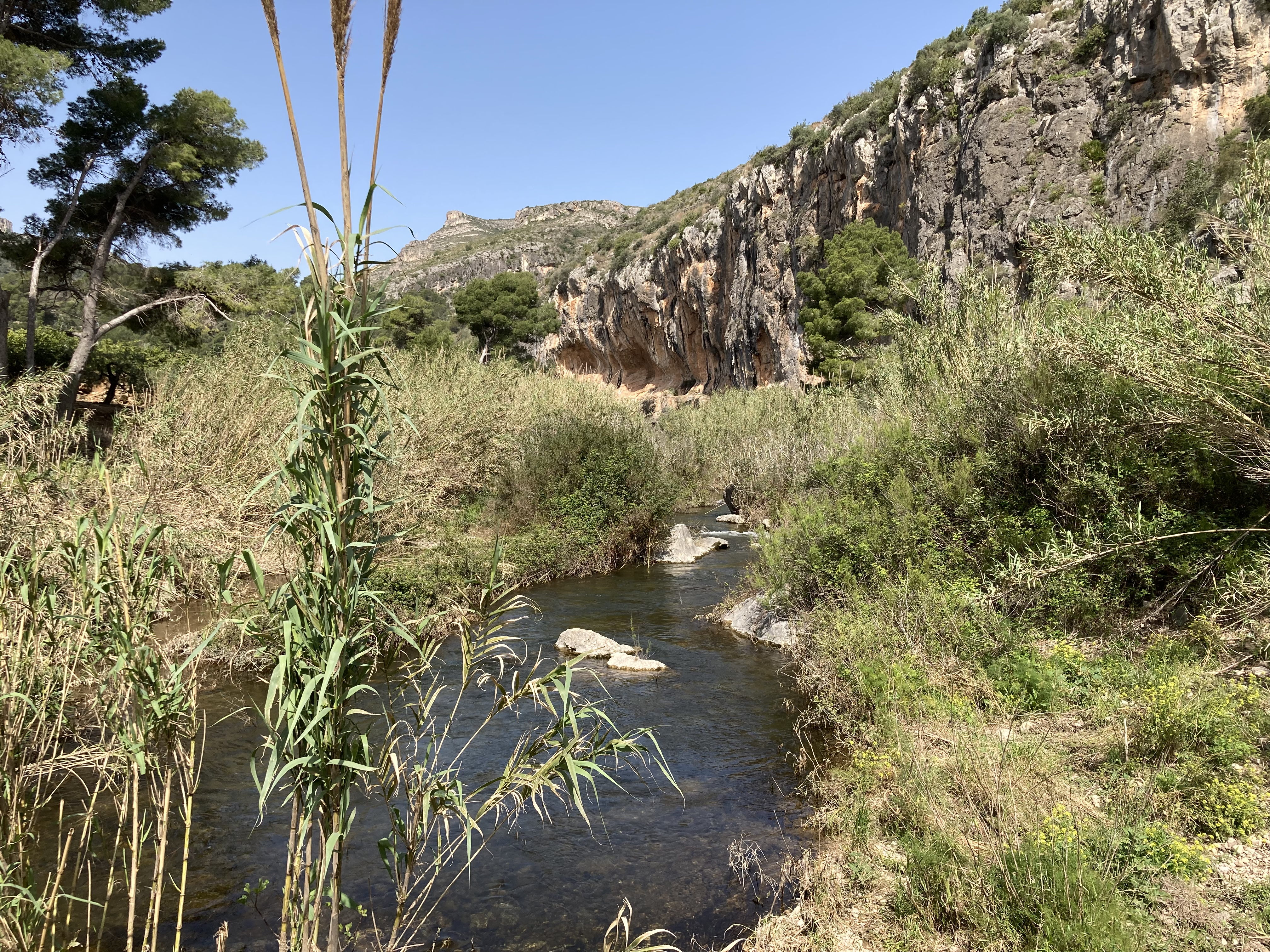
Passant per la Penya Roja. Ròtova.

## Geografía
El río Vernisa nace en Pinet y pasa por Luchente y Benicolet. Ya dentro de la Safor pasa por Almiserat, por Rótova y cerca del Monasterio de San Jerónimo de Cotalba y Alfahuir. Continúa por el término de Palma de Gandía y por Beniarjó y el Real de Gandía, desembocando en el río Serpis. Tiene un régimen fluvial de tipo mediterráneo.
Aparece descrito en el cuarto volumen del Diccionario geográfico-estadístico-histórico de España y sus posesiones de Ultramar de Pascual Madoz de la siguiente manera:

BERNISA: r. de la prov. de Valencia, part. jud. de Gandia: tiene su origen en los montes mas orientales del valle de Albayda, donde despues de recibir sus vertientes y las fuentes que brotan en los térm. de Ayelo, Rugat, y Terrateig, corre por un estrecho cauce en direccion de N. á S. con el nombre de Barranco de Ayelo, hasta que cerca de Benicolét y en el molino dicho de Simó, recibe las aguas de otro barranco llamado de Chetá, desde cuyo punto toma la denominacion de r. Nasiu. Sigue luego su curso dejando á la der. á Castellonét de la Conquista, y junto á Rótova, al S. de Almiserát, confluye con la ramhla de Pinet, que nace en el llano llamado Caño del Clot, 3 horas de Gandia. Desde esta confluencia tuerce su direccion hácia el E. con el nombre de r. Bernisa, y dejando á la der. á Alfahuir y á la izq. á Benirredrá y Real se precipita en el r. Alcoy (V.). Tiene fuertes avenidas por los considerables montes que le dan sus vertientes, y con el objeto de aprovechar sus aguas para el riego, se hizo una presa ó azud á 1/4 de hora del espresado llano, el cual ha sido destruido en varias ocasiones por el ímpetu de las corrientes, habiéndose hecho algunos reparos de consideracion. Los principales de que se tiene noticia son: el que tuvo lugar en 1782 y 83, cuyo presupuesto de gastos ascendió á 800 pesos, y el que se principió en 1841 y se suspendió en el 43, calculándose los gastos hechos en 10,000 duros, pero sin que consiguieran el objeto de recoger y aprovechar las aguas que filtraban por la obra vieja, ni quizás es posible que lo consigan nunca por ser tierra arenisca que se desmorona al momento, dejando unas rajas considerables por donde se deslizan las aguas. Con este azud se riegan las huertas de Real, Renipeixcar, Benirredrá, Beniopa y todas las tierras que se encuentran al O. de Gandia; y se da movimiento á 4 molinos harineros y de arroz, sit. 3 en el térm. del Real y 1 en el de Benipeixcar.
(Madoz, 1846, pp. 279-280)

Desde su mismo nacimiento han abundado las paradas que han alimentado pequeñas huertas, como las de Almiserat, Alfahuir-Rótova y de otras asociadas a los molinos hidráulicos. 
Antes de la apertura de los actuales pozos artesanos tenía un caudal en verano de 0,315 m³, el cual se desviaba en el término de Palma de Gandía. Allí nace la acequia llamada de Vernisa, de la cual ha regado tradicionalmente la zona septentrional de la huerta de Safor
El río Vernisa se encuentra enclavado dentro del itinerario de la Ruta de los Monasterios de Valencia, ruta monumental y cultural inaugurada en 2008, que atraviesa este río y el cercano Monasterio de San Jerónimo de Cotalba, junto al cual discurre el río.